# Kvorning Design & Communication
Kvorning Design & Communication (дан. Kvorning design & kommunikation) — це данська компанія з дизайну виставок, яка з 1992 року займається проєктуванням і реалізацією виставкових просторів у всьому світі. Команда Kvorning, що складається з досвідчених дизайнерів, архітекторів, проєктних менеджерів, істориків та спеціалістів з комунікацій, інтегрує розповідь, дизайн та архітектуру для створення унікальних атмосфер та незабутніх моментів. Компанія реалізує проєкти різної складності, типу та масштабу — від музеїв, галерей, центрів для відвідувачів, брендових магазинів і об’єктів культурної спадщини до Всесвітніх виставок, міських просторів і приватних резиденцій.

## Історія
Компанія Kvorning Design & Communication була заснована в Копенгагені в 1992 році головним дизайнером виставок і архітектором MAA MDD Арне Кворнінгом. У 2004 році студія створила першу виставку для нового Данського єврейського музею[1], спроєктованого архітектором Даніелем Лібескіндом. У квітні 2010 року Kvorning перемогла в конкурсі, організованому English Heritage, на створення постійної виставки «Таємні тунелі воєнного часу» в Дуврському замку.[2] Крім того, компанія співпрацювала з Erik Møller Architects для розробки нового центру для відвідувачів у форті Зубара в Катарі.[3] Працюючи з офісів у Копенгагені, Орхусі, Осло, Лондоні, Пекіні, Санкт-Петербурзі та Єкатеринбурзі, Kvorning Design & Communication розробила, підготувала та встановила виставки й дизайнерські проєкти в понад 50 країнах світу (станом на 2019 рік).

Компанія Kvorning Design & Communication співпрацювала з такими відомими архітектурними бюро, як Zaha Hadid Architects, Daniel Libeskind, Dominique Perrault, Jean Nouvel, Norman Foster, Snøhetta, C&CG Partners LLC, 3XN, Schmidt Hammer Lassen, Erik Møller Arkitekter, BIG, White Arkitekter та іншими.

## Зовнішні посилання
- Офіційний сайт
- Інтернет-магазин
- Nitido Design